# Hesbon
Hesbon o Heixbon (àrab: حشبون, Ḥaxbūn; hebreu: חשבון‎) va ser una antiga ciutat situada a l'est del Jordà, a l'altura de Jericó, entremig dels rius Jabbok i Arnon.
Als seus inicis pertanyia als moabites però els seus veïns del nord, els amorites, la van ocupar poc abans de l'arribada dels israelites des d'Egipte. Va ser la capital de l'estat amorita de Sehon, rei dels amorreus. Ocupada pels hebreus, Josuè la va assignar a la tribu de Rubèn, però els moabites els van expulsar. Alexandre Janeu la va incorporar als seus dominis.
Claudi Ptolemeu l'esmenta amb el nom d'Esbuta o Esbouta (Ἐσβούτα) i Plini el Vell parla dels Arabes Esbonitae probablement referint-se als habitants de la ciutat. Eusebi de Cesarea i Jeroni d'Estridó l'esmenten amb el nom d'Esbus o Esbous (Ἐσβούς), i diuen que era un lloc de certa importància a una distància de vint mil passes del riu Jordà. En una moneda del temps de Neró el nom apareix com Heeba; altres monedes més abundoses són del temps de Caracal·la on la ciutat porta el nom el nom d'Exbou (ΕΞΒΟΥ). Una eparquia es deia Esbous (Ἔσβους). A les actes del concili de Calcedònia es parla d'una polis Esbounton (πόλις Ἐσβοῦντων), encara que el geògraf Hièrocles no la menciona. Sota els àrabs es va dir Khosban. Modernament la comarca s'anomenà Wadi Hesban i la ciutat Husban. Hi ha les ruïnes d'un temple d'Astarte.